# Yoel Hernández
Yoel Hernández (Yoel Hernández Reyes; * 12. Dezember 1977 in Manacas, Provinz Villa Clara) ist ein ehemaliger kubanischer Hürdenläufer, der sich auf die 110-Meter-Distanz spezialisiert hatte und wegen seiner Sprintstärke auch in der 4-mal-100-Meter-Staffel eingesetzt wurde.
1996 siegte er bei den Juniorenweltmeisterschaften in Sydney, und 1997 gewann er Silber bei den Zentralamerika- und Karibikmeisterschaften.
1999 errang er Silber bei den Panamerikanischen Spielen in Winnipeg hinter seinem Landsmann Anier García. Bei den Weltmeisterschaften in Sevilla wurde er Sechster und kam mit der kubanischen 4-mal-100-Meter-Stafette auf den vierten Platz.
Bei den Olympischen Spielen 2000 in Sydney erreichte er das Halbfinale.
2001 wurde er bei den Hallenweltmeisterschaften in Lissabon Fünfter über 60 Meter Hürden und Vierter bei den Weltmeisterschaften in Edmonton. 2003 folgte ein siebter Platz bei den Weltmeisterschaften in Paris/Saint-Denis.
2004 wurde er bei den Hallenweltmeisterschaften 2004 in Budapest Siebter über 60 Meter Hürden, siegte bei den Iberoamerikanischen Meisterschaften und gelangte bei den Olympischen Spielen in Athen ins Halbfinale.
2005 siegte er bei den Zentralamerika- und Karibikmeisterschaften und schied bei den Weltmeisterschaften in Helsinki im Halbfinale aus. Im Jahr darauf wurde er bei den Hallenweltmeisterschaften 2006 in Moskau Achter über 60 Meter Hürden und holte Bronze bei den Zentralamerika- und Karibikspielen.
2007 gewann er Bronze bei den Panamerikanischen Spielen in Rio de Janeiro und schied bei den Weltmeisterschaften in Ōsaka im Halbfinale aus. Bei den Hallenweltmeisterschaften 2008 in Valencia wurde er erneut Achter.

## Persönliche Bestzeiten
- 60 m Hürden (Halle): 7,40 s, 16. Februar 2000, Madrid
- 110 m Hürden: 13,23 s, 2. Juli 2007, Athen